# Abbaye de Saddell
L’abbaye de Saddell est une ancienne abbaye cistercienne située dans le village éponyme (en), sur la côte orientale de la péninsule du Kintyre, à l'ouest de l'Écosse.
Elle est fondée en 1160, à l'initiative du roi des Îles, Somerled, mais dans un autre site que l'actuel, et dont la localisation n'est pas précisée. En 1207, les moines changent d'emplacement avec l'accord du fils de Somerled, Ragnald.
La suite de son histoire est extrêmement mal connue ; il semble que la fin du XVe siècle et le début du XVIe aient été tellement marqués par le manque de foi que le roi Jacques Ier, avec l'accord du pape Jules II, supprime l'abbaye en la rattachant à la cathédrale d'Oban. Par la suite, l'abbaye est complètement ruinée, et il n'en reste que des éléments épars.

## Localisation et toponymie
L'abbaye est localisée à proximité immédiate du village de Saddell (en), à proximité du pont sur lequel la route B842 traverse la Saddell Water et l'Alt an Manoch. Le village est localisé à peu près au milieu de la côte orientale du Kintyre et domine le détroit de Kilbrannan (en), face à l'île d'Arran,.
L'abbaye est appelée suivant les sources Saundle, Sandal, Sadgul, Sagadul ou Sconedale. Tous ces noms dérivent du norrois Sandy dale.

## Histoire

### Fondations de 1160 et de 1207

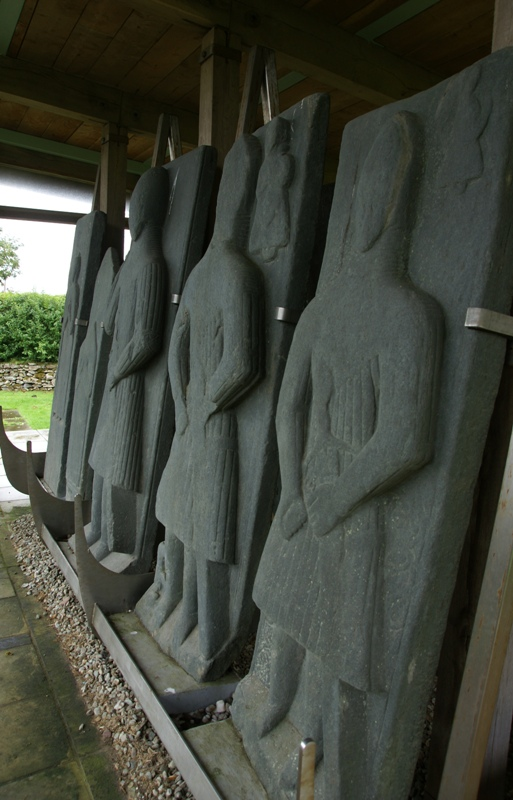
Gisants de pierre exposés dans les ruines de l'abbaye et montrant l'influence artistique irlandaise.

Le roi des Îles d'origine viking Somerled fonde en 1160 un établissement cistercien, dont la localisation n'est pas connue. Le véritable développement de l'abbaye date quant à lui de 1207, lorsque Ragnald, fils de Somerled, invite les moines à délaisser leur site originel pour rejoindre l'actuel emplacement sur la péninsule de Kintyre.
Les moines qui occupent le site sont irlandais, Saddell ayant été rattachée à Mellifont. Ce rattachement, unique en Écosse, est en particulier visible dans les détails architecturaux typiquement irlandais. Les historiens actuels estiment que la communauté de Saddell était probablement assez modeste ; en tout cas, elle n'a jamais fondé d'abbaye-fille,,.

### Moyen Âge et fin de l'abbaye
L'histoire postérieure de l'abbaye est mal connue et a laissé extrêmement peu de traces dans les chroniques. En 1498, un document prouve que l'abbaye est encore vivante et reçoit des dons. Mais la piété n'est plus de mise : en 1507, une lettre du roi Jacques Ier pense que la ferveur monastique a disparu de mémoire d'homme, et que l'abbaye, de fait sinon de droits, n'abrite plus de moines. N'ayant aucune espoir que la vie monastique s'y rétablisse, il propose d'unir l'abbaye à la cathédrale d'Oban, demande acceptée par le pape le 26 novembre 1507,.
Les bâtiments sont très rapidement pillés pour permettre la construction du château de Saddell ; à partir de 1770 et de l'adjonction de Saddell House au château, l'abbaye subit une nouvelle campagne de destruction.
Le 8 avril 1975, le site de l'abbaye est classé comme Scheduled monument.

## Architecture

### Monastère médiéval
L'église abbatiale était en forme de croix latine, à nef unique, flanquée sur le côté méridional du cloître et des bâtiments conventuels.

### Ruines contemporaines

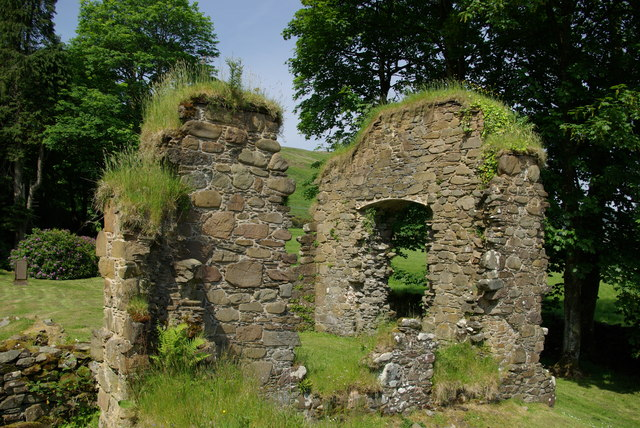
Les murs subsistants de l'église.

Le chœur et le transept septentrional sont les seules parties de l'église dont quelques restes sont encore visibles. Ils ne sont d'ailleurs probablement pas d'origine mais reconstruits vers le XIIIe siècle. Les murs encore debout, en opus incertum agrégés par du mortier de chaux, ne dépassent pas une hauteur de 4,6 mètres,.
Une partie du centre de la travée méridionale du cloître, qui correspond possiblement au soubassement du réfectoire, subsiste également, probablement parce à cause de son utilisation comme lieu de sépulture après la Réforme. Tous les autres bâtiments ont été arasés et ne subsistent que sous la forme de tumulus,.
Un puits est situé entre les ruines actuelles et l'Alt an Manoch ; il date du XIXe siècle, mais passe pour avoir été reconstruit sur l'ancien puits monastique.

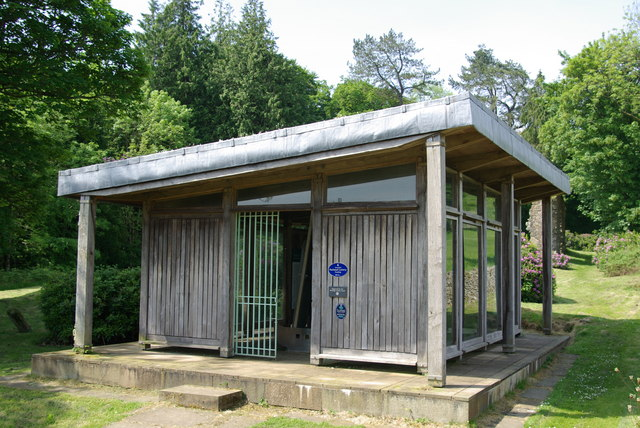
L'abri dans lequel sont conservés les gisants de pierre médiévaux.

Le principal intérêt archéologique des ruines réside dans les douze gisants de pierre typiquement irlandais et exposés sous un abri sur le site archéologique. Ces douze pierres tombales sont datées du XIVe au début du XVIe siècle.